# Mount Howell
Mount Howell ist ein Berg auf der Thurston-Insel vor der Eights-Küste des westantarktischen Ellsworthlands. In den Walker Mountains ragt er 5 km südsüdwestlich des Mount Borgeson auf.
Das Advisory Committee on Antarctic Names benannte ihn 2001 nach Lieutenant Commander John David Howell (1918–2009), Flugzeugkommandant der Ostgruppe bei der von der United States Navy durchgeführten Operation Highjump (1946–1947) zur Erstellung von Luftaufnahmen von diesem Berg und der Küstenregionen der Thurston-Insel. Howell landete am 11. Januar 1947 mit einer Martin PBM Mariner in der Glacier Bight zur Rettung von sechs Überlebenden des Absturzes einer Maschine desselben Typs am 30. Dezember 1946 auf der Noville-Halbinsel.